# Martín Vergés
Martí Vergés Massa (Vidreres, 1934. március 8. – 2021. február 17.) spanyol válogatott labdarúgó.
A spanyol válogatott tagjaként részt vett az 1962-es világbajnokságon.

## Sikerei, díjai
Barcelona
- Vásárvárosok kupája (3): 1955–58, 1958–60, 1965–66
- Spanyol bajnok (2): 1958–59, 1959–60
- Spanyol kupa (3): 1956–57, 1958–59, 1962–63